# Магаро (Сигнахский муниципалитет)
Магаро (груз. მაღარო) — село в Грузии, в муниципалитете Сигнахи края Кахетия.

## География
Село расположено в южной части края, в 11 километрах по прямой к юго-западу от центра муниципалитета Сигнахи. Высота центра — 950 метров над уровнем моря.

## История
В советское время в Магаро действовал колхоз села Магаро Сигнахского района. В этом колхозе трудился Герой Социалистического Труда бригадир тракторной бригады Иван Васильевич Байдошвили.

## Население
По данным переписи населения 2014 года, в селе проживало 1747 человек.